# North Light Plant
North Light Plant – jednostka osadnicza w Stanach Zjednoczonych, w stanie Nowy Meksyk, w hrabstwie San Juan.